# Langevin Kaffo Sambankeing
Sa Majesté Langevin Kaffo Sambankeing est le chef des Babadjou, dans le département des Bamboutos, région de l'Ouest Cameroun. Il est intronisé à la mort de son père Sambankeing Temgoua Bertrand en 2017,.

## Biographie

### Enfance, éducation et débuts
Le 06 mai 2017, à l’occasion des obsèques de son père Sa Majesté Sambankeing Temgoua Bertrand décédé le 24 mars 2017, Langevin Kaffo Sambankeing est désigné roi des Babadjou à 17 ans. Il est intronisé roi en septembre 2024 et devient à 24 ans le XIe de sa dynastie.

### Fonctions
- Il est chef de 1er degré, la plus haute hiérarchie de chef traditionnel au Cameroun.
- Il assume le rôle de gardien de la collection des objets cultuels et culturels du royaume.
- Il reçoit en audience et ennoblit.
- Il promeut le rassemblement des sujets du royaume.